# Једна од оних година
Једна од оних година је југословенски филм из 1963. године. Режирао га је Марио Фанели, а сценарио је написао Иво Штивичић по делу Бертолта Брехта.

## Улоге
| Глумац            | Улога |
| ----------------- | ----- |
| Звонимир Чрнко    |       |
| Љубица Микулић    |       |
| Драго Митровић    |       |
| Хермина Пипинић   |       |
| Младен Шермент    |       |
| Фабијан Шоваговић |       |
| Звонко Стрмац     |       |
| Круно Валентић    |       |
| Мирко Војковић    |       |